# Tsunami de Niça de 1979
El tsunami de Niça de 1979 va tenir lloc el 16 d'octubre, quan dos tsunamis van impactar la costa prop de Niça, acompanyats d'una esllavissada de terra a l'aeroport de Niça (aleshores en obres) i d'una esllavissada submarina asísmica. Les dues onades van colpejar la costa entre la frontera italiana i la ciutat d'Antíbol (96 km). Van arribar als 3 m d'alçada prop de Niça i 3,5 m a La Salis (Antíbol) i a partir d'aquí van disminuir d'amplitud.

## Causes
L'origen del tsunami ha estat objecte de debats acadèmics i judicials. Una hipòtesi afirma que la causa principal va ser l'esllavissada de l'aeroport de Niça; mentre que l'altra afirmava que l'origen del tsunami fou l'esllavissada submarina.
Un esllavissament d'un volum de 0,15 km3 va tenir lloc a l'aeroport de Niça durant la construcció del farciment del nou aeroport, potser com a conseqüència d'aquest treball. Aquesta esllavissada hauria provocat el primer tsunami. El material d'aquesta podria haver provocat l'esllavissada submarina que hauria provocat el segon tsunami.
En la segona hipòtesi, el principal esllavissament submarí natural (~8,7 km²) que es va produir al mar de Niça va provocar un tsunami que hauria provocat l'esllavissament de terra del farciment del nou aeroport. Aquesta esllavissada va provocar el segon tsunami.

## Conseqüències
Les estimacions de víctimes oscil·len entre 8 i 23. A l'obra, l'enfonsament del farciment va matar set persones.
Els tsunamis van inundar una secció de 30 km de costa. L'aigua va recórrer fins a 150 m terra endins. Onze persones van ser escombrades a Niça i una a Antíbol. Les obres de l'aeroport estaven acabades, però aquest esdeveniment va impedir la construcció d'un nou port per a Niça.